# وارن تشياسون
وارن تشياسون هو ملحن كندي، ولد في 17 أبريل 1934 في Chéticamp, Nova Scotia ‏ في كندا.

## وصلات خارجية
- وارن تشياسون على موقع ميوزك برينز (الإنجليزية)
- وارن تشياسون على موقع أول ميوزيك (الإنجليزية)
- وارن تشياسون على موقع ديسكوغز (الإنجليزية)